# VC Greifswald
Der Volleyball-Club Greifswald e.V. ist ein Sportverein aus Greifswald. Derzeit nehmen einschließlich der 11 Jugendmannschaften insgesamt 24 Teams am Spielbetrieb des DVV teil. Zudem sind vier Freizeit-Mannschaften im Verein aktiv. Sowohl die erste Auswahl bei den Damen als auch der Herren tritt in der Saison 2024/25 in der Regionalliga Nord an, der vierten Spielklasse des DVV. Die zweite und dritte Auswahl bei den Damen sowie bei den Herren tritt in der Saison 2024/25 in der Verbandsliga an, der höchsten Spielklasse des Volleyballverbandes Mecklenburg-Vorpommern (VMV) bzw. fünften Spielklasse des DVV.
Der Volleyball-Club hat die mitgliederstärkste Abteilung für den namensgebenden Sport in Mecklenburg-Vorpommern. Viele der über 600 Angehörigen spielen zudem Beachvolleyball auf dem vereinseigenen Gelände und im Wettkampfbetrieb.

## Geschichte der Vereine – Volleyball in Greifswald seit 1952

Vereinslogo des BSG Turbine Greifswald von 1952 bis 1990

### BSG Turbine Greifswald
Im Jahre 1952 wurde der Verein BSG Turbine Greifswald in Greifswald gegründet. Zu den Mitgliedern zählten vor allem Angestellte der Energiewirtschaft und später Arbeiter und Ingenieure des Kernkraftwerks „Bruno Leuschner“ im nahegelegenen Lubmin.

### Andere Volleyballvereine in Greifswald bis hin zur Fusion zum VC Greifswald
Anfang der 1950er Jahre bildeten die BSG Einheit Greifswald und die HSG Wissenschaft Greifswald (später: HSG Universität Greifswald) eigene Sektionen im Volleyball und feierten schnell erste Erfolge. Die 1960er-Jahre waren aus sportlicher Sicht die erfolgreichsten des Greifswalder Leistungsvolleyballs. Die Männer gehörten stets zu den besten acht bzw. zehn Mannschaften der DDR (inkl. aller Sportklubs) und wurden 1967 Deutscher Studentenmeister der DDR. Die Frauen waren überwiegend in der DDR-Liga vertreten und holten 1964 und 1965 bei den Studentenmeisterschaften Bronze und Silber.
Im Jahre 1968 wechselten die HSG-ler und spielten fortan für die BSG KKW Nord (ab 1975 BSG KKW Greifswald). Erste größere internationale Turniererfolge sowie eine systematische Jugendarbeit unter Karin Martens und Uwe Wurster rundeten neben der Gründung weiterer Volkssportmannschaften bei Betrieben und Vereinen, so z. B. BSG electronic - oder BSG Post Greifswald, diese Zeit ab.
Auch bei der BSG Turbine Greifswald kam Mitte der 1970er Jahre zu den bis dahin bestehenden Abteilungen, Kegeln, Billard und Gymnastik, eine Volleyballmannschaft hinzu. Diese spielte ab Anfang der 1980er Jahre in der Stadtliga. Wegen einiger Neuzugänge ab 1982 stieg das Niveau und die Anzahl der Vereinsmitglieder nahm immer weiter zu.
Nach der politischen Wende gründete sich die BSG KKW Greifswald dann im Jahre 1990 nach bundesdeutschem Vereinsrecht als Greifswalder Sportclub e.V. (kurz: GSC) neu. Im Jahre 2002 wechselte die gesamte Volleyballabteilung des Greifswalder SC (250 Mitglieder) dann wieder zur HSG Uni Greifswald e.V. zurück.

### ESV Turbine Greifswald

Vereinslogo des ESV Turbine Greifswald e.V. von 1990 bis 2020

Aus der BSG Turbine Greifswald gründete sich am 1. August 1990 nach der deutschen Wiedervereinigung der Verein ESV Turbine Greifswald.

### Die Fusion
In den Jahren 2014 bis 2016 trat der ESV Turbine Greifswald zusammen mit der Abteilung Volleyball der HSG Universität Greifswald bei den Herren als Spielgemeinschaft an, um gemeinsam in der Verbandsliga des Volleyballverband Mecklenburg-Vorpommern (VMV) den Aufstieg in die Regionalliga Nord zu schaffen. Das Ziel wurde erreicht und die Klasse konnte bis 2018 gehalten werden.
Nach zwei weiteren Spieljahren (2018 bis 2020) als Spielgemeinschaft kam es am 1. April 2020 zum geschlossenen Beitritt der etwa 120 Mitglieder der Abteilung Volleyball der HSG Uni Greifswald zum ESV Turbine Greifswald.
Seit dem 2. Oktober 2020 führt der Verein nunmehr den Namen Volleyball-Club Greifswald (kurz: VC Greifswald).

## Ehrenmitglieder des VC Greifswald e.V.
- Thomas Schmidt† seit 2. Oktober 2020, ehemaliges Vorstandsmitglied des Vereins
- Jochen Widra seit 2. Oktober 2020, ehemaliges Vorstandsmitglied des Vereins
- Torsten Richert seit 2. Oktober 2020, ehemaliges Vorstandsmitglied des Vereins
- Dirk Schürhoff seit 2. Oktober 2020, Mitglied und Unterstützer des Vereins
- Jens Stolp seit 2. Oktober 2020, Mitglied und Unterstützer des Vereins
- Uwe Wurster† seit 13. August 2021, ehemaliger Funktionär und prägend für den Volleyball in Greifswald
- Thomas Reinhold seit 1. April 2022, ehemaliges Vorstandsmitglied des Vereins, Vorstandsmitglied des UBC Fördervereins e.V.
- René Schulz seit 1. April 2022, ehemaliges Vorstandsmitglied des Vereins
- Dr. Dirk-Carsten Mahlitz seit 1. April 2022, ehemaliges Vorstandsmitglied des Vereins, Vorstandsmitglied KSB V-G e.V., Vorstandsmitglied Sportbund Universitäts- und Hansestadt Greifswald e.V.
- Sebastian Krause seit 24. März 2023, Vorstandsmitglied des UBC Fördervereins e.V.
- Peter Mähl seit 24. März 2023, Vorstandsmitglied des UBC Förderverein e.V.
- Jens Stolte seit 17. Januar 2025, besondere Verdienste

## Sportlicher Werdegang und Erfolge
- 1989 – wurde eine Mannschaft Turbine I und Turbine Freizeit (später Turbine II) gegründet. In den folgenden Jahren wurde die Spielstärke der Mannschaften immer besser.
- 1991 – ESV Turbine Herren I ist Kreismeister und erreicht den Aufstieg in die Bezirksklasse Ost.
- 1992 – ESV Turbine Herren I gewinnt die Bezirksklasse ohne Spielverlust und steigt in die Bezirksliga Ost auf.
- 1994 – ESV Turbine Herren II wird Kreismeister und steigt in die Bezirksklasse Ost auf.
- 1995 – ESV Turbine Herren I erreicht den 1. Platz in der Bezirksliga Ost und damit den Aufstieg in die Landesliga.
- 1996 – ESV Turbine Herren II gewinnt die Bezirksklasse Ost und steigt in die Bezirksliga Ost auf.
- 1999 – ESV Turbine Herren II wird 3. in der Bezirksliga Ost und steigt in die Landesliga auf.
- 2002 – Der Verein feiert am 02.10. des Jahres sein 50-jähriges Bestehen.
- 2006 – ESV Turbine Herren I wird 1. in der Verbandsliga, steigt damit erstmals in die Regionalliga auf.
- 2006 – ESV Turbine Herren I gewinnt den Landespokal Mecklenburg-Vorpommern.
- 2008 – ESV Turbine Herren I gewinnt erneut den Landespokal Mecklenburg-Vorpommern.
- 2009 – ESV Turbine Herren I gewinnt Landesmeisterschaft.
- 2009 – ESV Turbine Damen I wird 1. in der Landesliga und steigt erstmals in die Verbandsliga auf.
- 2014 – ESV Turbine Greifswald und HSG Uni Greifswald Abt. Volleyball bilden im Geschlecht der Herren eine Spielgemeinschaft und treten für zwei Jahre gemeinsam als SG HSG Turbine Greifswald an.
- 2016 – SG HSG Turbine Herren I wird 1. in der Verbandsliga und steigt in die Regionalliga auf.
- 2017 – ESV Turbine Herren II wird 1. in der Landesliga und steigt damit in die Verbandsliga auf.
- 2018 – ESV Turbine Greifswald und HSG Uni Greifswald Abt. Volleyball bilden erneut im Geschlecht der Herren eine Spielgemeinschaft und treten gemeinsam für zwei Jahre als SG HSG Turbine Greifswald an.
- 2019 – SG HSG Turbine Herren IV wird 1. in der Landesklasse Ost und steigt damit in die Landesliga Ost auf.
- 2019 – ESV Turbine Damen II wird 1. in der Landesklasse Ost und steigt damit in die Landesliga Ost auf.
- 2022 – VC Greifswald Damen VII erreicht den 1. Platz in der Landesklasse Ost und steigt damit in die Landesliga Ost auf.
- 2022 - Der Verein feiert 70 Jahre Volleyball in Greifswald.
- 2022 - Der Verein wird in Würdigung seiner Verdienste um die Förderung des Sports im Landkreis Vorpommern-Greifswald als „Bester Sportverein 2021“ durch den Kreissportbund geehrt.Ehrung als „Bester Sportverein 2021“ am 14. Oktober 2022

Ehrung als „Bester Sportverein 2021“ am 14. Oktober 2022

- 2023 - VC Greifswald Herren I wird 2. in der Verbandsliga und steigt damit in die Regionalliga Nord auf.
- 2024 - VC Greifswald Damen I wird 1. in der Verbandsliga und steigt damit in die Regionalliga Nord auf.
- 2024 - VC Greifswald Damen IV wird 1. in der Landesliga Ost und steigt damit in die Verbandsliga auf.

## Beachvolleyball
Der VC Greifswald (bis 2020 ESV Turbine Greifswald) richtet in Greifswald bereits seit 1996 Ranglistenturniere im Rahmen der Landesserie Mecklenburg-Vorpommern aus. Seit 2001 findet zusätzlich ein weiteres, gleichermaßen anerkanntes und beliebtes Ranglistenturnier im Ostseebad Karlshagen auf Usedom statt, der Usedom-Beachcup, welcher auch vom ESV Turbine Greifswald ins Leben gerufen wurde. Die beiden Turniere gehören zu den größten Beachvolleyball-Events Deutschlands und Europas. Im Jahre 2006 wurde die Teilnehmerzahl in Karlshagen mit circa 800 Sportlern – im Vergleich zu den vorangegangenen Jahren – nochmals übertroffen. In diesem Jahr richtete der ESV Turbine Greifswald auch die deutschen Hochschulmeisterschaften im Beachvolleyball aus. In den Jahren 2007 und 2008 wurde das Beachvolleyball-Turnier in Karlshagen im Guinness-Buch der Rekorde als weltgrößte Veranstaltung dieser Art erwähnt.
Im Jahr 2022, nachdem der Usedom-Beachcup zwei Jahre aufgrund der Corona-Pandemie aussetzen musste, richtete der VC Greifswald erstmals unter neuem Namen dieses Beachvolleyball-Event gemeinsam mit dem Usedom-Beachcup Förderverein aus. Insgesamt nahmen 1.042 Sportler und Sportlerinnen daran teil und es wurde auf insgesamt 90 Beachvolleyball-Spielfeldern gespielt. Das Turniergelände hatte eine Länge von 790 Metern.
2023 konnte das Turnier des Vorjahres noch getoppt werden. Insgesamt nahmen 1.180 Sportler und Sportlerinnen daran teil, die auf 95 Beachvolleyball-Spielfeldern 19 Turniere spielten. Das Turniergelände hatte eine Länge von 920 Metern.